# Kabarett-Theater Distel

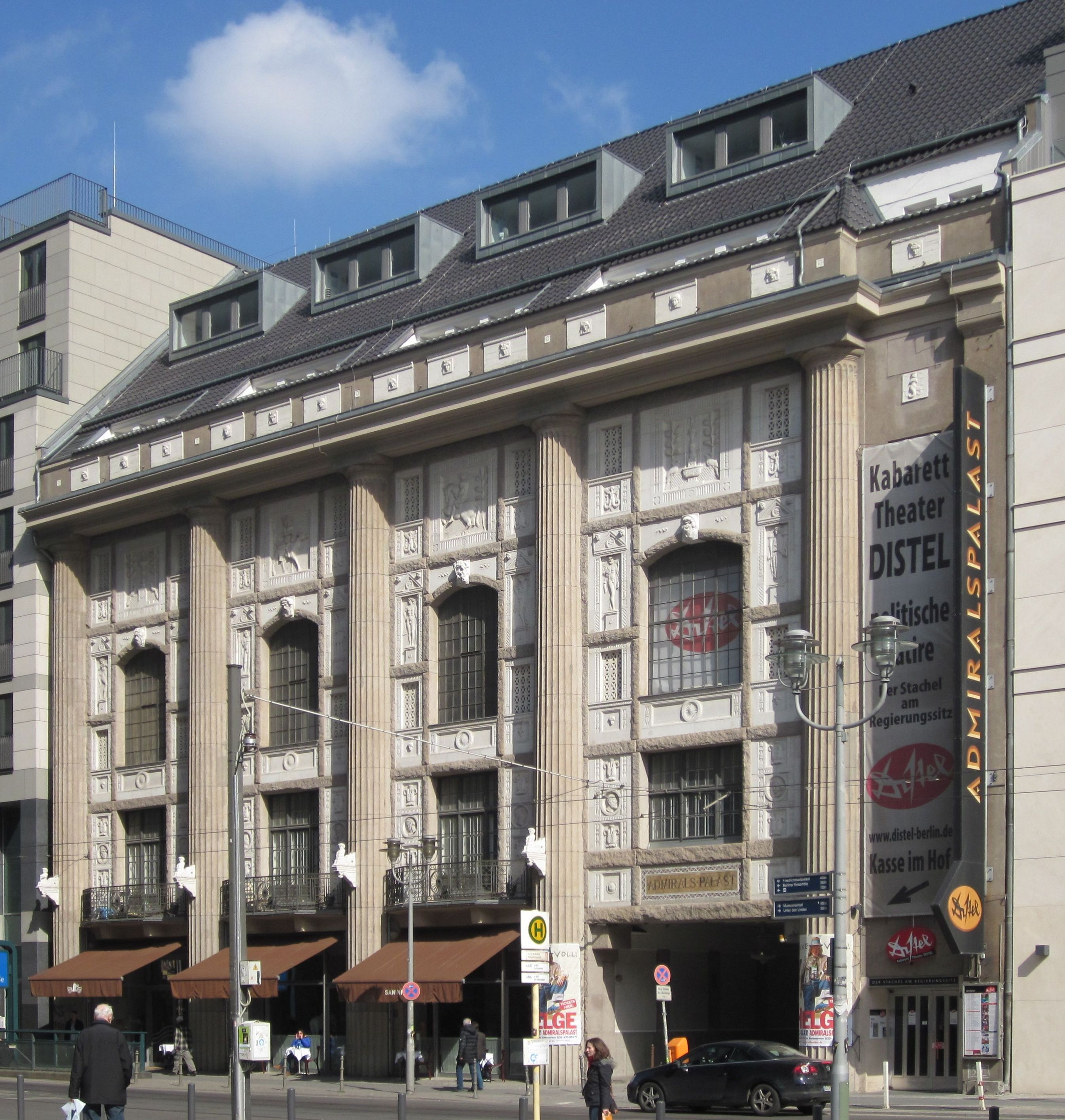
Der Berliner Admiralspalast mit Werbung des Kabarett-Theaters Distel (2011)

Das Kabarett-Theater Distel (Eigenschreibweise: Kabarett-Theater DISTEL) ist das derzeit größte Ensemble-Kabarett Deutschlands und hat deutschlandweit einen hohen Bekanntheitsgrad. Die Distel wurde 1953 als Ost-Berliner Gegenpol zu älteren West-Berliner Kabaretts gegründet. Das Theater befindet sich seitdem im Vorderhaus des Admiralspalastes direkt am Bahnhof Friedrichstraße in Berlin-Mitte.
Es bietet tagesaktuelle Kabarettprogramme zu politischen und allgemein gesellschaftlichen Themen. Das Kabarett steht in der Tradition des klassischen Nummern-Kabaretts, das mit Sketchen, Parodien, Monologen, sarkastischen Liedern und Live-Musik temporeiche und unterhaltende Programme inszeniert.

## Geschichte

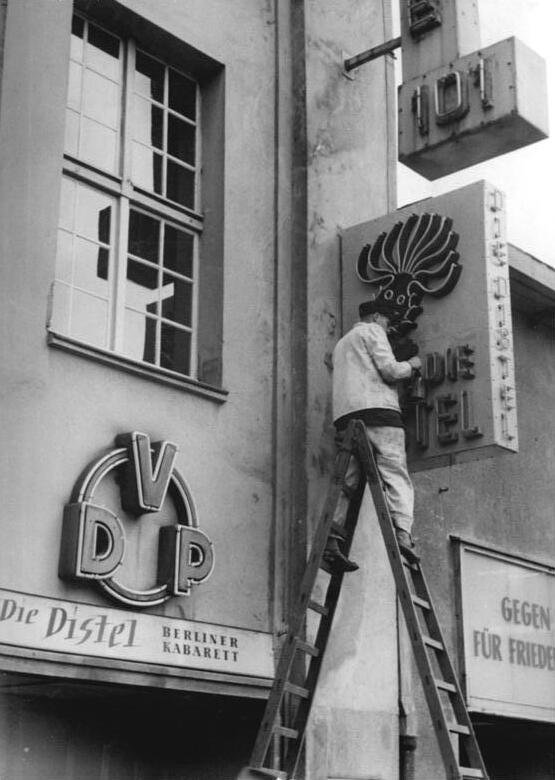
Leuchtreklame für Die Distel, 1954

„Hurra, Humor ist eingeplant“ – mit diesem Programm feierte Die Distel am 2. Oktober 1953 ihre erste Premiere. Ihre Gründung wurde am 19. März 1953 vom damaligen Ost-Berliner Magistrat von Groß-Berlin auf Wunsch „breitester Bevölkerungskreise“, wie es in einer Aktennotiz hieß, beschlossen. Die Gründung eines Kabaretts im Osten Berlins sollte vor allem ein politisches Gegengewicht zum RIAS-Rundfunkkabarett „Die Insulaner“ und den „Stachelschweinen“ in West-Berlin darstellen, die mit Vehemenz gegen den Osten lästerten.
Doch die Distel zielte aufs „Janze“ und wurde so bald zu einer bekannten und beliebten Gesamtberliner Adresse. Von den vielen Kabaretts, die sich nach dem Zweiten Weltkrieg in Deutschland neu gebildet haben, ist die Distel eines der dienstältesten.
Vor allem nach dem Bau der Berliner Mauer wurde der Distel oft vorgeworfen, nicht in genügendem Maße gegen den Klassenfeind im Westen mit satirischen Mitteln vorzugehen und zu viel ideologische Kritik am Sozialismus in der DDR zu üben.
Mehrmals wollten sich die Regierenden der DDR dieses kritische Kabarett nicht mehr bieten lassen. Direktoren wurden neu berufen und mussten gehen. 1965 drohte Walter Ulbricht auf dem bekannten 11. Plenum des ZK der SED: „Sie brauchen sich nicht zu wundern, wenn eines Tages ein Gewitter niedergeht über die Betreffenden […]. Sie dürfen doch nicht denken, dass wir uns weiter als Partei- und Arbeiterfunktionäre von jedem beliebigen Schreiber anspucken lassen. In Moskau gibt’s ja auch kein Kabarett.“ Erzürnt war Ulbricht vor allem noch über den Titel des 11. Programms von 1958 „Beim Barte des Proleten“. Kurzerhand wurde das Programm vor der Premiere in „Liebe und Raketenbasen“ umbenannt.
Die Beliebtheit beim Publikum, die Kompromissbereitschaft der Direktoren, Autoren und des Ensembles bewahrte die Distel immer wieder vor dem Aus.
Da die Distel-Karten, die im Übrigen auch ein beliebtes Tauschobjekt im volkswirtschaftlichen Alltag waren, äußerst knapp waren, wurde 1976 eine zweite Spielstätte im ehemaligen Kino Venus in der Hohenschönhausener Degnerstraße eröffnet und das Ensemble wesentlich vergrößert. Bis 1990 spielten zwei Ensembles wechselseitig, nur am Wochenende stand man gemeinsam auf der Bühne.
Szenen, die das Publikum nie erlebte, füllen ganze Aktenordner. Eine staatliche Abnahmekommission prüfte vor jeder Premiere das Programm. Oft mussten Passagen gestrichen und Texte umgeschrieben werden. 1988 durfte ein ganzes Programm „Keine Mündigkeit vorschützen“ nicht zur Aufführung kommen. Das nächste Programm wieder zu verbieten, wurde nicht gewagt. Die Zeit des Umbruchs hatte auch für die Distel begonnen, und sie ging „Mit dem Kopf durch die Wende“. Nie zuvor war das Kabarett so dicht an den Problemen der Zeit: Texte, die morgens geschrieben wurden, waren abends schon nicht mehr aktuell.
Bis 1991 war die Distel eine Einrichtung des Magistrats bzw. dann des Senats von Berlin. Zur Umsetzung der Bestimmungen des Einigungsvertrages hatten Senat und Magistrat von Berlin gemeinsam mit Wirkung vom 15. Dezember 1990 u. a. beschlossen, dass bestimmte Einrichtungen nicht überführt, sondern abgewickelt werden. Die damals 60 Mitarbeiter der Distel bekamen einen Brief, in dem u. a. stand: „Sie sind in einer Einrichtung beschäftigt, die der Abwicklung unterliegt“. Senat und Magistrat beabsichtigten nicht, das Kabarett zu schließen, sondern forderten eine neue Wirtschaftsform. Die Gründung einer Gesellschaft mit beschränkter Haftung wurde empfohlen. 40 Mitarbeiter wurden für sechs Monate befristet vom Senat übernommen. In dieser Zeit wurde von der Leitung der Distel die Gründung einer GmbH vorbereitet und die zweite Spielstätte aufgegeben. Seit 1. August 1991 arbeitet die Distel nur noch im Stammhaus in der Friedrichstraße mit noch 20 festangestellten Mitarbeitern ohne jegliche städtische oder staatliche Subventionen. Darüber hinaus macht sie neben durchschnittlich 340 Vorstellungen pro Jahr in Berlin ca. 80–100 auswärtige Gastspiele im Jahr. Diese finden in zirka 180 deutschen und ausländischen Orten (unter anderem Schweiz, Österreich, England, Frankreich, Namibia, Ungarn und in den USA) statt und steigern somit den Bekanntheitsgrad des Hauses.
Die Distel hat ständig drei bis zu sechs Programme im Repertoire, die von zwei Gruppen gespielt werden. Einmal jährlich stehen alle Schauspieler gemeinsam auf der Bühne.
Vor den Premieren neuer Programme werden von der Distel sogenannte Offene Proben bei freiem Eintritt angeboten.
Im Frühjahr 2012 eröffnete die Distel als zweite Bühne das Distel-Studio im ersten Stockwerk. Dort finden Gastspiele, Improvisationstheater und Programme des Jungen Kabaretts statt. Häufig spielen dort beispielsweise Melanie Haupt, Tilman Lucke, Benjamin Eisenberg, Andreas Krenzke, Roger Stein oder Christin Henkel. Monatlich findet die Late-Night-Show Frisch gepresst im Distel-Studio statt.
Jährlich unterhält die Distel bis zu 150.000 Besucher in Berlin und auf Tourneen.

## Direktoren und künstlerische Leiter
Gründer und erster Direktor der Distel von 1953 bis 1958 war Erich Brehm. Von 1958 bis 1963 wurde das Theater von Hans Krause geleitet, der als Distel-Gründungsmitglied von 1953 bis 1955 als Schauspieler am Haus war, von 1963 bis 1968 von Georg Honigmann und von 1968 bis 1989 vom Österreicher Otto Stark, der dem Ensemble seit 1959 angehörte. Norbert Dahnke leitete die Distel von 1990 bis 2008 als Geschäftsführer. Einer der prominentesten Kabarettisten war Peter Ensikat, der von 1974 bis Mitte der 80er Jahre als Autor an der Distel wirkte und von 1999 bis 2004 die künstlerische Leitung übernahm, nachdem sich das Ensemble von Gisela Oechelhaeuser wegen ihrer zeitweiligen Tätigkeit als inoffizielle Mitarbeiterin des Ministeriums für Staatssicherheit trennte, die von 1989 bis 1999 die Intendanz innehatte. Von 2006 bis 2008 war Frank Lüdecke künstlerischer Leiter, von 2009 bis 2014 war es Martin Maier-Bode. Seit Anfang 2015 leitet Dominik Paetzholdt das Haus künstlerisch. Die Geschäftsführung lag von 2010 bis 2015 bei Dirk Neldner und von Mai 2015 bis Dezember 2021 bei Astrid Brenk. Seit Januar 2022 obliegt die Geschäftsführung Evangelia Epanomeritakis.

## Übersicht der Programme

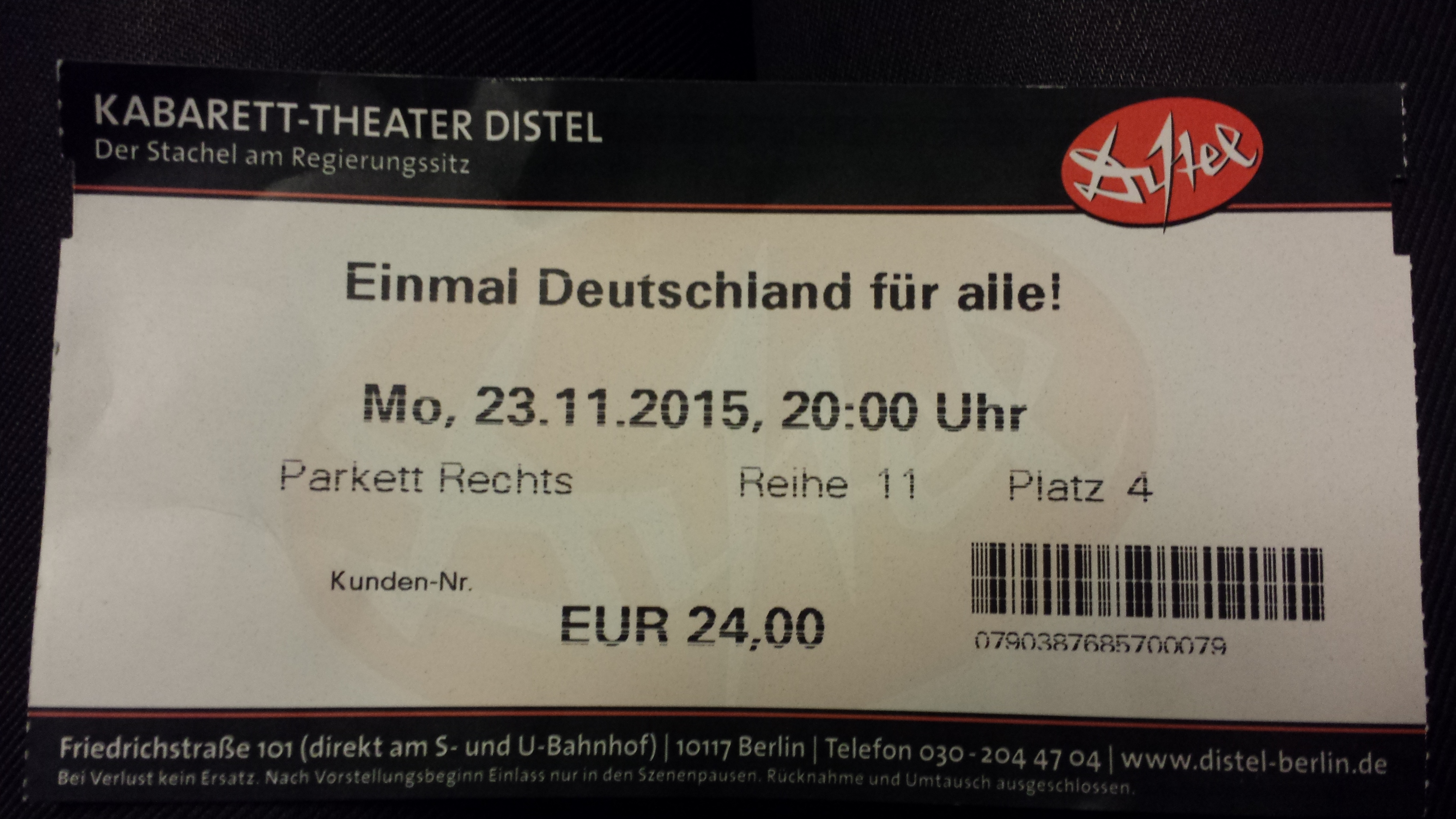
Ticket für das 138. Programm Einmal Deutschland für alle! des Kabarett-Theaters Distel (2015)

Die Programme des Kabarett-Theaters Distel auf einen Blick:
1. Hurra! Humor ist eingeplant – 2. Oktober 1953
2. Mensch, fahr richtig – 19. Februar 1954
3. Wegen Renovierung geöffnet – 26. September 1954
4. Keine Ferien für den lieben Spott  – 21. Februar 1955
5. Himmel, Marsch und Wolkenbruch – 16. Juni 1955
6. Wer einmal in den Fettnapf tritt – 2. Dezember 1955
7. Wem die Jacke paßt – 18. Mai 1956
8. O du geliebtes Trauerspiel – 25. Oktober 1956
9. Wenn die kleinen Kinder schlafen – 27. April 1957
10. Wohin rollst Du, Erdäpfelchen – 11. Oktober 1957
11. Liebe und Raketenbasen – 2. April 1958
12. Blick zurück nach vorn – 28. August 1958
13. Kein Platz für milde Satire – 21. November 1958
14. Berlin ist, wenn man trotzdem lacht – 26. März 1959
15. Lach matt – 9. Oktober 1959
16. Greif zur Frohkost, Kumpel! – 18. März 1960
17. Jetzt hat es geklingelt – 8. Oktober 1960
18. Ach du meine Presse – 25. Mai 1961
19. Der rote Feuerwehrmann – 6. Oktober 1961
20. Nahtlose Trümpfe – 3. März 1962
21. Die Macht ist nicht allein zum schlafen da – 11. Oktober 1962
22. Vom Montmartre zum Mont Klamott – 27. März 1963
23. Spargang 63 – 10. Juli 1963
24. Wir stoßen an – 2. Oktober 1963
25. Zwischen Hamlet und Tokio – 24. März 1964
26. Bis hierher und so weiter – 21. Oktober 1964
27. Bette sich wer kann – 9. Mai 1965
28. Kleine Geschichten vom großen Muckefuck – 20. Mai 1965
29. In Sachen Pappenheimer – 16. Oktober 1965
30. Revue der Gekränkten – 3. Februar 1966
31. Seid verschlungen Millionen – 21. Juni 1966
32. Distels Nachtobszönitäten: 1. Nachtpr. – 26. November 1966
33. Wir sind die längste Zeit barock gewesen – 9. Juni 1967
34. Requiem für alte Hüte – 12. Oktober 1967
35. Achtung! Spielstraße! – 20. Mai 1968
36. Sie können uns mal am Abend besuchen – 8. Oktober 1968
37. Plunder, Plüsch und Patschuli – 26. März 1969
38. Der Jubel rollt – 24. September 1969
39. Hier hab ick mal Murmeln jespielt – 21. Dezember 1969
40. Bitte das Beschwerdebuch – 21. Mai 1970
41. Lernt heiter, Genossen – 5. Oktober 1970
42. Wir bitten zur Klasse – 25. März 1971
43. Der Freizeit eine Gasse (3. Nachtprogramm) – 14. Oktober 1971
44. Mir nach, Medaillen! – 5. April 1972
45. Am Busen der Kultur – 14. Oktober 1972
46. Tugend voran! – 28. April 1973
47. In eigener Lache – 1. Dezember 1973
48. Vorwärts und nicht vergessen! – 27. April 1974
49. Eine kleine Nachtboutique (4. Nachtpr.) – 19. Oktober 1974
50. Zur heiteren Bearbeitung – 26. April 1975
51. Alles Rummel – 16. November 1975
52. Auf ein NeuNTes – 24. Juni 1976
53. So wahr mir Spott helfe – 27. November 1976
54. Knigge 77 – 23. April 1977
55. Distels Funzelkabinett (5. Nachtprogramm) – 26. November 1977
56. Einsteigen bitte – 22. April 1978
57. Hurra ist eingeplant – 25. November 1978
58. Danke, weiterlachen! – 28. April 1979
59. Berlin, Weltstadt mit Theater – 8. Dezember 1979
60. Liebe und Hiebe (6. Nachtprogramm) – 4. Oktober 1980
61. Ein Glück, daß wir es haben – 4. April 1981
62. Wir haben noch Reserven – 12. Dezember 1981
63. Vom Ich zum Wir – 16. Oktober 1982
64. Das ist bei uns so Sitte – 23. April 1983
65. Das ist schon nicht mehr feierlich (7. Nachtpr.) – 10. Dezember 1983
66. Für- und Widersprüche – 30. April 1984
67. Verdrängte Jahre (Sonderprogramm) – 4. Dezember 1984
68. Wir leisten uns was – 27. April 1985
69. Die Poesie, ich pfeif auf sie (Sonderprogramm) – 5. November 1985
70. An Mut sparet nicht trotz Mühe – 8. März 1986
71. Immer rin in die jute Stube (8. Nachtpr.) – 6. Dezember 1986
72. Vorwärts zu neuen Folgen – 16. Mai 1987
73. Wir handeln uns was ein – 6. Februar 1988
74. Keine Mündigkeit vorschützen (verboten), Generalprobe – 16. November 1988
75. Zwischen Tränen und Gelächter (Sonderprogramm) – 8. April 1989
76. Wir sind schon eine Reise wert – 22. April 1989
77. Mit dem Kopf durch die Wende – 14. Januar 1990
78. Über-Lebenszeit – 24. März 1990
79. Uns gab’s nur einmal – 29. September 1990
80. Wir sind das Letzte – 11. Mai 1991
81. Berlin, Berliner am Berlinsten – 18. Oktober 1991
82. Diesseits von Gut und Böse – 11. April 1992
83. Wir haben uns übernommen (Reprise) – 25. August 1992
84. Reichtum verpflichtet – 26. Februar 1993
85. Glaubt mir kein Wort (Solo Gisela Oechelhaeuser) – 5. Juni 1993
86. Völker hört das Finale (40 Jahre Distel) – 2. Oktober 1993
87. Die reine Leere – 30. September 1994
88. Wir sind doch nicht betroffen (Reprise II) – 21. Dezember 1994
89. Im Westen geht die Sonne auf – 21. April 1995
90. Rette uns, wer kann – 18. Dezember 1995
91. Lebenslänglich auf Bewährung – 3. Mai 1996
92. Wir lachen uns tot – 27. September 1996
93. Das haben wir nicht verdient – 26. September 1997
94. Orpheus auf Eurydike (Kabarett-Operette) – 10. Dezember 1997
95. Alle Brüder werden Menschen – 9. April 1998
96. Man trifft sich (Co-Produktion mit der Günter-Neuman-Stiftung) – 14. Dezember 1998
97. Wir sind ein starkes Stück – 22. April 1999
98. Macht was ihr wollt – Ich mache mit – 21. Oktober 1999
99. Nur fliehen ist schöner – 13. Dezember 1999
100. Hundertmal probiert – 25. September 2000
101. Gartenfest – 2. November 2000
102. Wir fassen zusammen – 11. Dezember 2000
103. Kaiser König Bertelsmann – 27. September 2001
104. Bombenstimmung – 18. April 2002
105. Robinsöhne, reif für die Insel – 11. März 2003
106. Ende offen – 2. Oktober 2003
107. Wenn der Thierse 2x klingelt – 15. März 2004
108. Torschusspanik – 4. Oktober 2004
109. Alles für die Katz – 19. April 2005
110. Zwischen den Polen – 29. September 2005
111. Ein Lied umgeht die Welt – 15. Dezember 2005
112. Nullrunde – 15. Juni 2006
113. Hotel Heimat – 17. April 2007
114. Die Stunde der Experten – 25. Oktober 2007
115. Best of Distel – 15. Mai 2008
116. Shanghai – 1. Oktober 2008
117. Findet Köhler – 14. Dezember 2008
118. Jenseits von Angela – 9. April 2009
119. Staatsratsvorsitzende küsst man nicht – 13. August 2009
120. Lachen in Zeiten der Cholera – 4. September 2009
121. Das Guido-Prinzip – 15. April 2010
122. Berlin 21 – Das Schweigen des Lammert – 1. September 2010
123. Sechs and the City – 28. Oktober 2010
124. Blonde Republik Deutschland – 9. April 2011
125. Kampfzone Bundestag – 26. Mai 2011
126. Nimm 3 – 11. Juli 2011
127. Wir treten zurück – 12. Dezember 2011
128. Mit den Dritten beißt man besser – 7. Juni 2012
129. Ein Ministerium für eine Hose – 18. Oktober 2012
130. Wie geschmiert! – 25. Oktober 2012
131. Best of 2012 – Wir treten zurück – 14. Dezember 2012
132. Die Kanzlerflüsterer – 25. April 2013
133. Jubiläumsprogramm: Endlich Visionen! – 2. Oktober 2013
134. Weihnachtsalarm! – 23. November 2013 (Studio-Produktion)
135. Klare Ansage: Total versteuert! – 15. Mai 2014
136. Im Namen der Raute – 2. Oktober 2014
137. Mensch Merkel! – 11. Dezember 2014
138. Einmal Deutschland für alle! – 29. Oktober 2015
139. Der Zweck heiligt den Abend – 27. November 2015 (Studio-Produktion)
140. Wohin mit Mutti? – 13. Mai 2016
141. Wer früher zockt ist länger reich – 22. Juli 2016
142. Glück ist was für starke Nerven –  23. September 2016 (Studio-Produktion in Kooperation mit dem Theaterschiff Hamburg)
143. Das ist der Gipfel – 14. Oktober 2016
144. Berlin Extra Scharf – 21. Oktober 2016 (Eine Ko-Produktion mit der Theater Mogul GmbH)
145. Zwei Zimmer, Küche: Staat! – 28. April 2017
146. Wenn Deutsche über Grenzen gehen – 6. Oktober 2017
147. Zirkus Angela – 4. Mai 2018
148. Die Zukunft ist kein Ponyhof – 2. Oktober 2018 (Studio-Produktion)
149. 2018: Odyssee im Hohlraum – 13. Oktober 2018
150. Weltretten für Anfänger – 15. März 2019
151. Skandal im Spreebezirk – 18. Oktober 2019
152. Deutschland in den Wechseljahren – 10. September 2021
153. Deutschland sucht den Supermieter – 8. Oktober 2021
154. Nachts im Bundestag – 10. Dezember 2021
155. Wahres ist Rares – 20. März 2022
156. Wer hat an der Welt gedreht – 15. Oktober 2022
157. Im Hinterzimmer der Macht
158. Morgen lachen wir drüber!

## Auszeichnungen
- 28. Oktober 1961: Nationalpreis der DDR III. Klasse für Kunst und Literatur[5]
- 1973: Vaterländischer Verdienstorden der DDR in Silber[5]
- 2019: Eddi

### Auswahl von Buchquellen
- Dietmar Jacobs: Untersuchungen zum DDR-Berufskabarett der Ära Honecker. Kölner Studien zur Literaturwissenschaft. Frankfurter a. M. 1996
- Stiftung Haus der Geschichte der Bundesrepublik Deutschland (Hrsg.): Spaß beiseite. Humor und Politik in Deutschland. Leipzig 2010
- Brigitte Riemann: Das Kabarett der DDR: „… eine Untergrundorganisation mit hohen staatlichen Auszeichnungen …“?. Gratwanderung zwischen sozialistischem Ideal und Alltag (1949–1999). In: Zeit und Text, Band 17, 2000
- Heinrich Goertz: Frischer Wind im Haus Vaterland 1948. In: Die Horen. Zeitschrift für Literatur, Kunst und Kritik, 40, 1995
- Volker Kühn: Das Kabarett der frühen Jahre – Ein freches Musenkind macht erste Schritte. Weinheim, Berlin (West) 1984
- Manfred Jäger: So lacht man in der DDR. In: Pardon, 14, 1975
- Klaus Budzinski: Pfeffer ins Getriebe. Ein Streifzug durch 100 Jahre Kabarett. München 1984
- Frank Wilhelm: Literarische Satire in der SBZ, DDR 1945–1961 – Autoren, institutionelle  Rahmenbedingungen und kulturpolitische Leitlinien. Hamburg 1998
- Hans H. Krause: Greif zur Frohkost, Kumpel! Henschelverlag Kunst und Gesellschaft, Berlin 1962
- Hans-Dieter Schütt: Das halbstarke Lachen Gespräche mit Gisela Oechelshaeuser. Dietz Verlag, Berlin 1997
- Horst Wagner: 2. Oktober 1953 – Berliner Kabarett »Die Distel« eröffnet. In: Berlinische Monatsschrift (Luisenstädtischer Bildungsverein). Heft 3, 2001, ISSN 0944-5560, S. 136–138 (luise-berlin.de).
- Erich Brehm: Die Distel blüht zum Spaße. Eulenspiegel Verlag, Berlin
- Peter Ensikat: Ab jetzt geb’ ich nichts mehr zu. Nachrichten aus der neuen Ostprovinz.
- Peter Ensikat: Wo der Spaß aufhört. Satiren aus 20 Jahren.
- Peter Ensikat: Meine ganzen Halbwahrheiten.
- Peter Ensikat, Wolfgang Schaller: Bürger, schützt eure Anlagen oder Wem die Mütze passt, Satirische Sätze aus dem Nachlass vom Roten Paul. Henschelverlag Kunst und Gesellschaft, Berlin 1983
- Erich Brehm: Die erfrischende Trompete, Taten und Untaten der Satire. Henschelverlag Kunst und Gesellschaft, Berlin 1964
- Hans Krause: Ich war eine Distel. Erinnerungen eines Sairikers. Eulenspiegel-Verlag, Berlin 2011, ISBN 978-3-359-02305-0.
- Lutz Stückrath: Gute Seiten, schlechte Seiten. Geschichten die das Leben schrieb. Eulenspiegel-Verlag, Berlin 2005, ISBN 978-3-359-01661-8.
- Rudolf Hösch: Kabarett von Gestern und Heute
- Alexander Schäfer – über seinen Vater Gerd E. Schäfer
- Kurt Zimmermann: Wen die Götter lieben. Zum Fünfundzwanzigjährigen der „Distel“. In: Ernst Günther, Heinz P. Hofmann, Walter Rösler (Hrsg.): Kassette. Ein Almanach für Bühne, Podium und Manege (= Kassette). Nr. 2. Henschelverlag Kunst und Gesellschaft, Berlin 1978, S. 7–28.

### Auswahl von Zeitungsberichten nach 1990
- Reinhard Wengierek: Ost-Satire: Aus dem Regen in die Einheit. In: Die Welt, 21. Juni 1995
- Claudia Petzold, Reinhard Wengierek: Mein Gott, ham wir gelacht. In: Neue Zeit, 4. September 1993
- Reinhard Kasselt: Es wird mir wahrscheinlich nie gelingen, einen Staat zu lieben. In: Sächsische Zeitung, 29. Mai 1992; Interview
- Annett Urbaczka: Eine feste Burg in unsre Mark. In: Rheinische Post, 18. November 1991
- Constanze Pollatschek: Unkraut vergeht nicht. In: Wochenpost, 1991; Interview
- Roland Mischke: Fall in die Freiheit. In: FAZ, 20. November 1990
- Heinz Kersten: Grabgesang und Hochzeitsständchen. In: Frankfurter Rundschau, 5. Oktober 1990
- Ost-Berliner Porträts – Gisela Oechelshaeuser. In: Der Tagesspiegel, 26. Juli 1990
- Karin Freitag: Das Fahrrad nicht neu erfinden, sondern einfach hervorheben. In: Neues Deutschland, 30. November 1990